# Tegenaria gainesteros
Espèce
Tegenaria gainesteros est une espèce d'araignées aranéomorphes de la famille des Agelenidae.

## Distribution
Cette espèce est endémique d'Israël. Elle se rencontre dans un tunnel à En Sarig dans les monts de Judée.

## Description
Le mâle holotype mesure 6,78 mm, le mâle paratype 6,83 mm et la femelle paratype 8,02 mm.
Cette araignée possède des yeux réduits.

## Systématique et taxinomie
Cette espèce a été décrite par Aharon et Gavish-Regev en 2023.

## Étymologie
Cette espèce est nommée en l'honneur de Guilherme Gainett et Jesús Ballesteros.

## Publication originale
- Aharon, Ballesteros, Gainett, Hawlena, Sharma & Gavish-Regev, 2023 : « In the land of the blind: exceptional subterranean speciation of cryptic troglobitic spiders of the genus Tegenaria (Araneae: Agelenidae) in Israel. » Molecular Phylogenetics and Evolution, vol. 183, no 107705, p. 1-28.